# Dieter Ebels
Dieter Ebels (* 1955 in Duisburg) ist ein deutscher Schriftsteller.

## Werk
Dieter Ebels verfasste bislang überwiegend Bücher über die Geschichte seiner Heimatstadt. Originalauszüge aus seinem Tatsachenroman Helene – Eine Kriegskindheit  finden sich mittlerweile in Geschichtsschulbüchern des Klettverlages wieder. Sein erster Krimi Das Geheimnis des Billriffs erschien 2010. Ab 2016 veröffentlichte er Kinderbücher mit dem Drachen Puper Säbelzahn.  
Ebels wurde 2019 von der Literaturwelt zum Autor des Jahres ernannt. 2025 bekam er den zum zweiten Mal ausgegebenen Krimi-Preis „The pink pistol“.

## Bücher
- NU-GORRA Das fürchterliche Geheimnis. 1995, ISBN 3-926832-13-4
- Komm ins Weinlokal „Zur Fledermaus“. Wartberg-Verlag, 2004, ISBN 3-8313-1422-5
- Helene – Eine Kriegskindheit. Wagner-Verlag, 2007, ISBN 978-3-86683-074-5
- Aufgewachsen in Duisburg in den 60er und 70er Jahren. Wartberg-Verlag, 2008, ISBN 978-3-8313-1830-8
- Heiter bis wolkig / Sinnige und unsinnige Gedichte. BoD (Selbstverlag), 2009, ISBN 978-3-8391-1135-2
- Duisburg – Legenden und alte Geschichten einer Großstadt. BoD (Selbstverlag), 2009, ISBN 978-3-8391-2491-8
- Das Geheimnis des Billriffs. EWK-Verlag, 2010, ISBN 978-3-938175-61-3
- Die Bestie von Juist. EWK-Verlag, 2011, ISBN 978-3-938175-66-8
- Lola ...oder wie man eine aufblasbare Sexpuppe ermordet. BoD (Selbstverlag), 2011, ISBN 978-3-8423-8459-0
- Der schwarze Golk. EWK-Verlag, 2012, ISBN 978-3-938175-76-7
- Aufgewachsen in Duisburg in den 40er und 50er Jahren. Wartberg-Verlag, 2013, ISBN 978-3-8313-2395-1
- Ruhrmord. EWK-Verlag, 2014, ISBN 978-3-938175-88-0
- Das Geheimnis von Ghandoya. BoD (Selbstverlag), 2014, ISBN 978-3-7347-4389-4
- Die Kreaturen von Ghandoya. BoD (Selbstverlag), 2014, ISBN 978-3-7347-4392-4
- Der Wächter von Ghandoya. BoD (Selbstverlag), 2014, ISBN 978-3-7347-4393-1
- Puper Säbelzahn sucht Abenteuer. BoD (Selbstverlag), 2016, ISBN 978-3-7412-5599-1
- Puper Säbelzahn sucht einen Schatz. BoD (Selbstverlag), 2016, ISBN 978-3-7412-6390-3
- SCADOR Die vergessene Legende. BoD (Selbstverlag), 2017, ISBN 978-3-7431-7704-8
- Puper Säbelzahn besucht das Meer. BoD (Selbstverlag), 2007, ISBN 978-3-7431-8970-6
- Duisburg – Vielfalt an Rhein und Ruhr. Co-Autor Heinz Pischke, Wartberg-Verlag, 2017, ISBN 978-3-8313-3122-2
- Puper Säbelzahn und der Maskenlöwe. BoD (Selbstverlag) 2017, ISBN 978-3-7460-6383-6
- Schicksals-Trio – Geschichten, die das Leben schrieb. BoD (Selbstverlag), 2019, ISBN 978-3-7448-8166-1
- Dunkle Geschichten aus Duisburg SCHAURIG & SCHÖN. Wartberg-Verlag, 2019, ISBN 978-3-8313-3232-8
- Ghandoya – Das geheime Land. BoD (Selbstverlag), 2019, ISBN 978-3-7494-7808-8
- Schicksals-Trio Teil 2, Geschichten, die das Leben schrieb, BoD (Selbstverlag), 2020, ISBN 978-3-7519-2232-6
- Thingstätte. BoD (Selbstverlag), 2020, ISBN 978-3-7504-9697-2
- Die Toten vom Wambachsee. BoD (Selbstverlag), 2020, ISBN 978-3-7526-4246-9
- Dionysius. BoD (Selbstverlag), 2021, ISBN 978-3-7534-8228-6.
- Das Universum, BoD (Selbstverlag), 2021, ISBN 978-3-7543-5240-3
- Mord am Magic Mountain. BoD (Selbstverlag), 2021, ISBN 978-3-7543-5327-1
- Der Brunnenmörder. BoD (Selbstverlag), 2022, ISBN 978-3-7543-8562-3
- Das dunkle Vermächtnis des Kaiserbergs. BoD (Selbstverlag), 2023, ISBN 978-3-7347-1372-9
- Rache. BoD (Selbstverlag), 2024, ISBN 9783758325953
- Das Schwert des Damokles. BoD (Selbstverlag), 2024, ISBN 978-3-7597-7097-4
- Der Eichtannhof, BoD (Selbstverlag), 2025, ISBN 978-3-8482-6023-2